# Hermann vom Endt

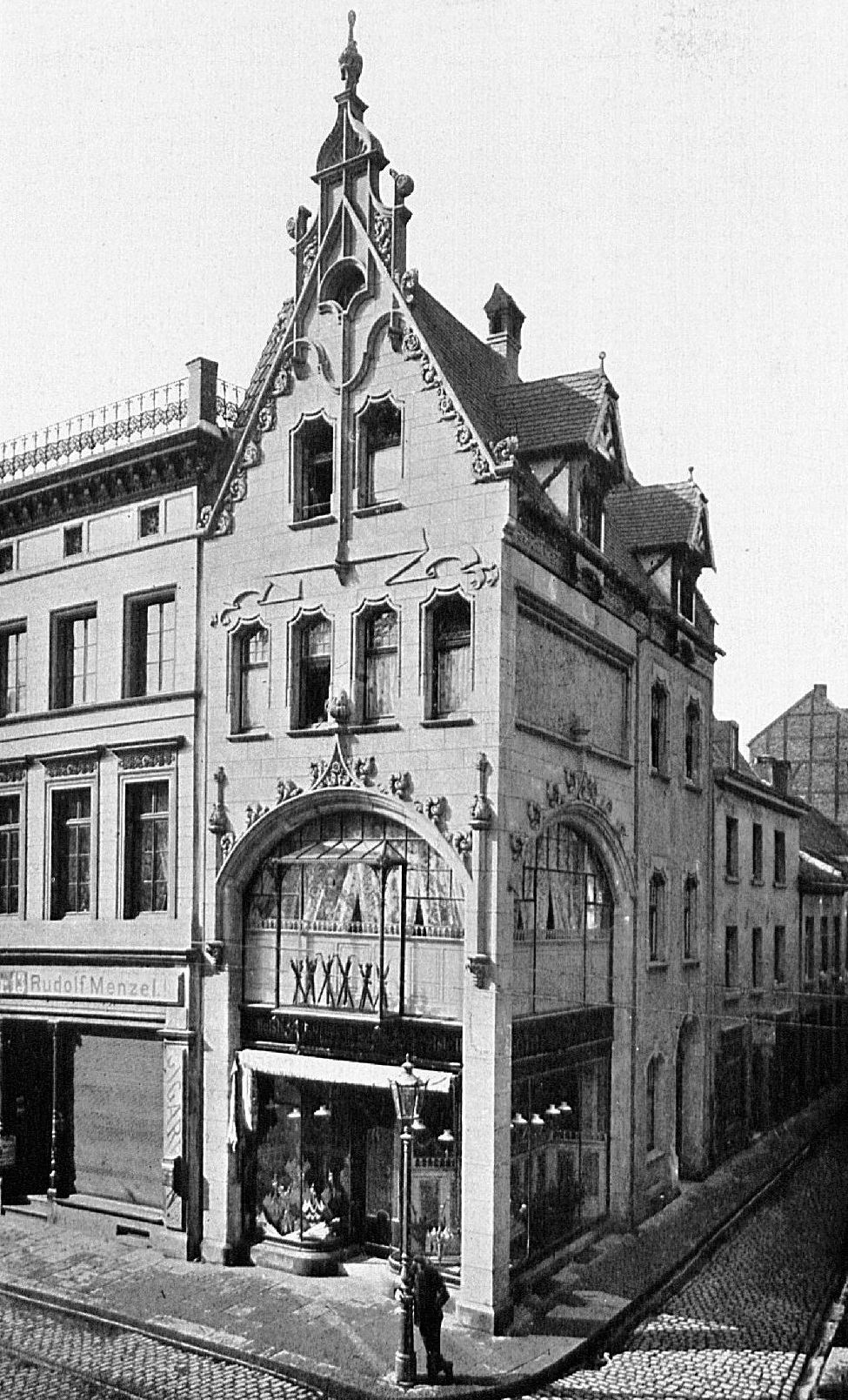
Schneidersches Geschäftshaus, 1902

Hermann vom Endt (* 18. Juli 1861 in Düsseldorf; † 27. September 1939 ebenda) war ein deutscher Architekt.

## Leben
Vom Endt studierte von 1876 bis 1878 an der Kunstakademie Düsseldorf Baufach und Baukunst bei Wilhelm Lotz und wurde Mitglied im Malkasten Künstlerverein. Nach dem Studium arbeitete er zunächst in Berlin als Mitarbeiter im Atelier der renommierten Architekten Kayser & von Großheim. Später reiste er zur Fortbildung nach Westeuropa, Italien und Dänemark.
Vom Endt plante mehr als zwanzig Gebäude in der Düsseldorfer Innenstadt, überwiegend Geschäfts- und Verwaltungsbauten. Er hat auch Kirchen und Wohnhäuser gebaut. Außerdem war er als Juror bei Architekturwettbewerben tätig, im Ausschuss Geschäftsführender Architekten des BDA, zugleich Bundesehrenrat, und Vorsitzender der Ortsgruppe Düsseldorf.
Vom Endt bevorzugte den historistischen Baustil und bediente sich einer neoklassizistischen und neobarocken Formensprache mit einem Hang zur Monumentalität. Damit gesellte er sich zu Architekten wie Richard Bauer, Josef Kleesattel, Carl Moritz, Johannes Radke, Traugott von Saltzwedel, Bruno Schmitz, Bernhard Sehring, Ernst Stahl und Karl Wach, deren Bauten das Erscheinungsbild der Düsseldorfer Innenstadt im Zeitalter des Wilhelminismus prägten.

## Familie

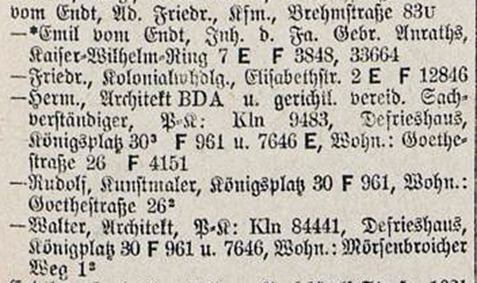
Familie vom Endt im Adressbuch, 1926

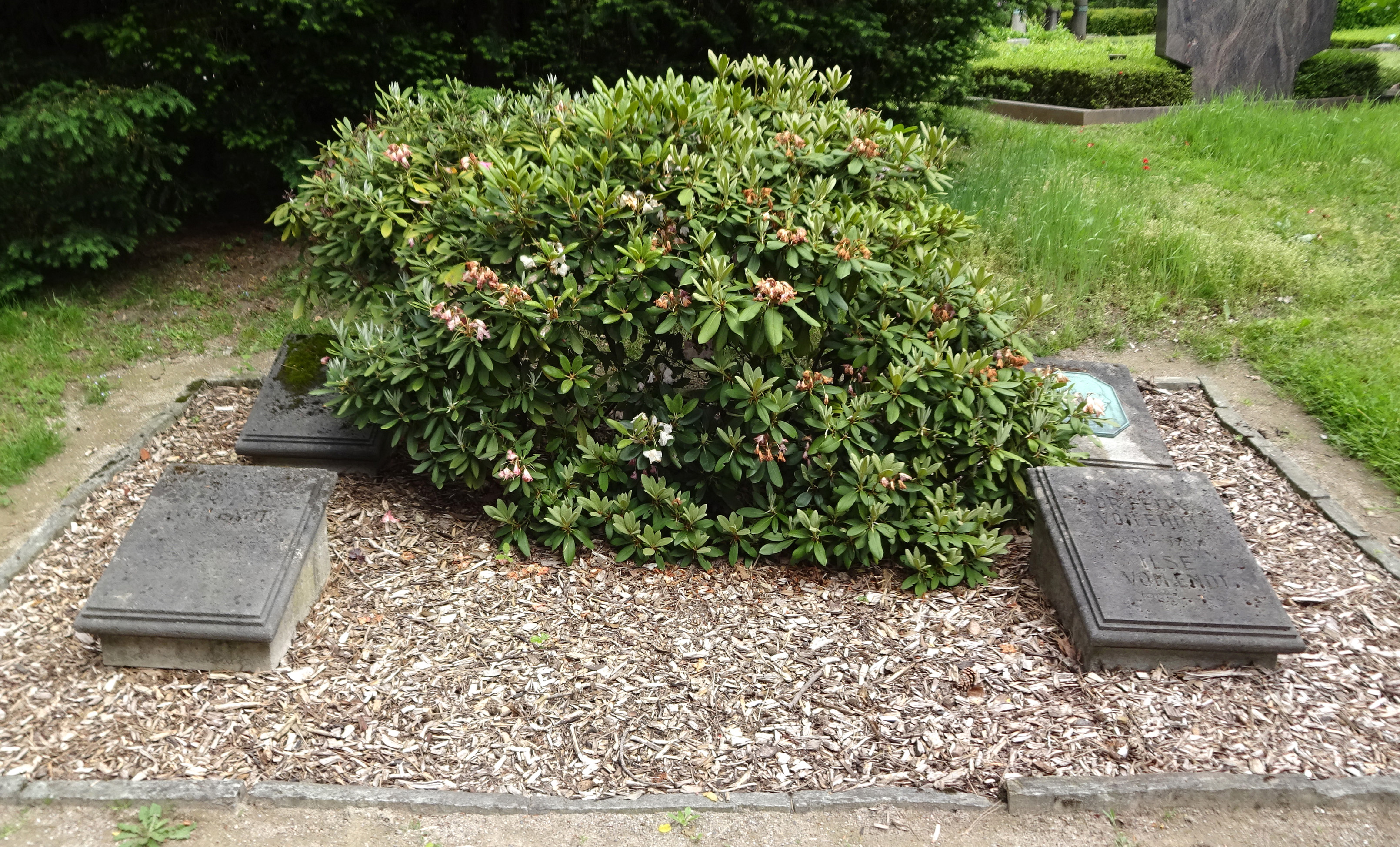
Grabstätte Hermann vom Endt auf dem Nordfriedhof Düsseldorf

Am 28. Januar 1891 heiratete Hermann vom Endt Elisabeth Custodis.
Der Sohn Rudolf vom Endt, genannt Rudi, machte sich als Zeichner selbständig und wurde bekannt für seine spritzigen und ironischen Karikaturen. Der Sohn Walter (* 31. Januar 1893; † 1982) folgte dem Beruf seines Vaters und wurde Architekt.

## Bauten in Düsseldorf (Auswahl)
- 1894–1896: Landesbank der Rheinprovinz, siehe Friedrichstraße / Fürstenwall alte Nr. 154 (Fassade erhalten)
- um 1897: Schneidersches Geschäftshaus, Wallstraße 29a / Mittelstraße 11 (unter Denkmalschutz)
- 1898: Wohnhausgruppe Goethestraße 16, 18, 20, 22, 24 und 24a (zumeist zerstört, wenig erhalten)
- 1898–1899: Apollo-Theater, Königsallee / Adersstraße (nach mehrfachen Umbauten 1966 abgebrochen)
- 1900–1901: Haus der Handelskammer, Graf-Adolf-Straße 47 (nach Kriegsschäden stark verändert)
- vor 1904: Wohnhaus Ahnfeldstraße 107 (nicht erhalten)
- vor 1904: Wohnhaus Schäferstraße 10 (mit Veränderungen erhalten)
- vor 1904: Wohnhaus Reichsstraße 41–43 (heute Nr. 43, mit Veränderungen erhalten)
- 1904: Wohnhäuser Kaiser-Friedrich-Ring 7, 8 und 15 (unter Denkmalschutz)
- 1904–1905: Wohnhäuser Kaiser-Wilhelm-Ring 3, 4, 5, 6 und 7 (unter Denkmalschutz)
- 1904–1905: Gebäude der Allgemeinen Ortskrankenkasse (AOK), Kasernenstraße 63 (unter Denkmalschutz)
- 1905–1907: Gebäude der Oberpostdirektion Düsseldorf
- 1906: Innenumbau des Opernhauses
- 1906: Bankgebäude für den A. Schaaffhausen’schen Bankverein, Breite Straße 29 / Bastionstraße (nicht erhalten)
- 1905–1909: Geschäftshaus des Düsseldorfer Generalanzeigers (genannt Girardethaus), Königsallee 27 / Trinkausstraße (verändert)
- 1909–1910: Haus des Vereins Deutscher Eisenhüttenleute (heute Stahlinstitut VDEh), Breite Straße 27
- 1909–1911: Büro- und Geschäftshaus Hohenzollernhaus, Königsallee 14/16 / Schadowstraße für RobertSamuel
- 1909–1911: Landeshaus der rheinischen Provinzialverwaltung mit Villa des Landeshauptmanns (später Villa Horion, Sitz des nordrhein-westfälischen Landtagspräsidenten)
- 1910–1911: Wohnhaus für den Unternehmer Max Jagenberg, Wasserstraße 8 in Düsseldorf-Unterbilk (unter Denkmalschutz)
- 1911–1913: Umbauten im Ständehaus des Rheinischen Provinziallandtags
- 1913–1914: Wohn- und Geschäftshaus, Königsallee 46 (unter Denkmalschutz)
- 1914: Wohnhaus Duisburger Straße 44 (unter Denkmalschutz)
- 1914/1915: Dreimädelbrunnen (unter Denkmalschutz)
- 1926–1928: Wohnsiedlung Eulerhof in Flingern, Dorotheenstraße / Lindenstraße / Degerstraße (gemeinsam mit Walter vom Endt und Josef Kleesattel; unter Denkmalschutz)
- 1926: auf der GeSoLei: Ausstellungsgebäude des Verlags W. Girardet (Düsseldorfer Nachrichten) und das „Hirschwald-Bücherhaus“ der Hirschwald'schen Buchhandlung, Berlin (Gebäude waren nur für die Dauer eines Jahres bestimmt)
- Provinzial-Feuerversicherungsanstalt der Rheinprovinz, Friedrichstraße 70/74 (abgegangen)

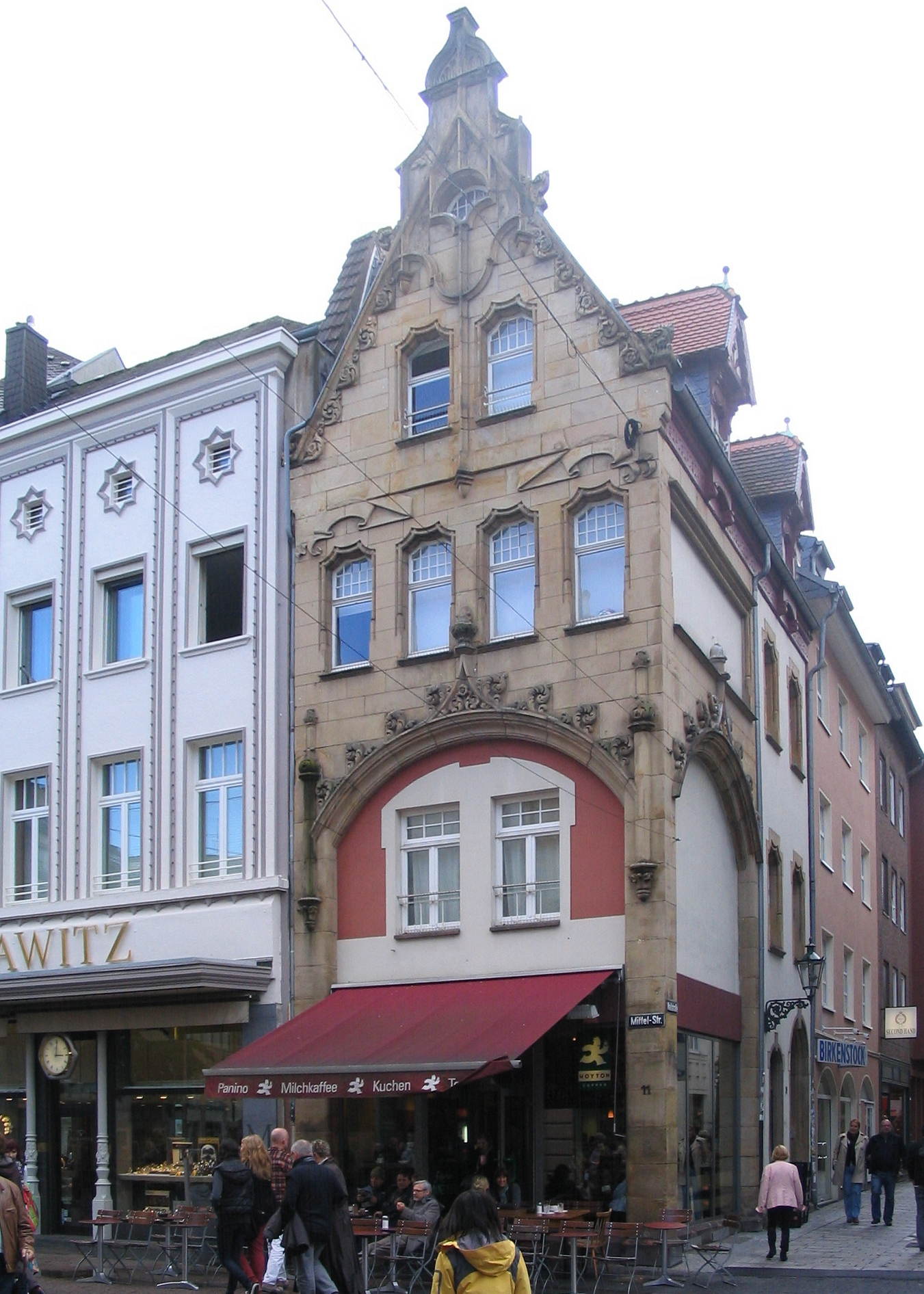
Schneidersches Geschäftshaus
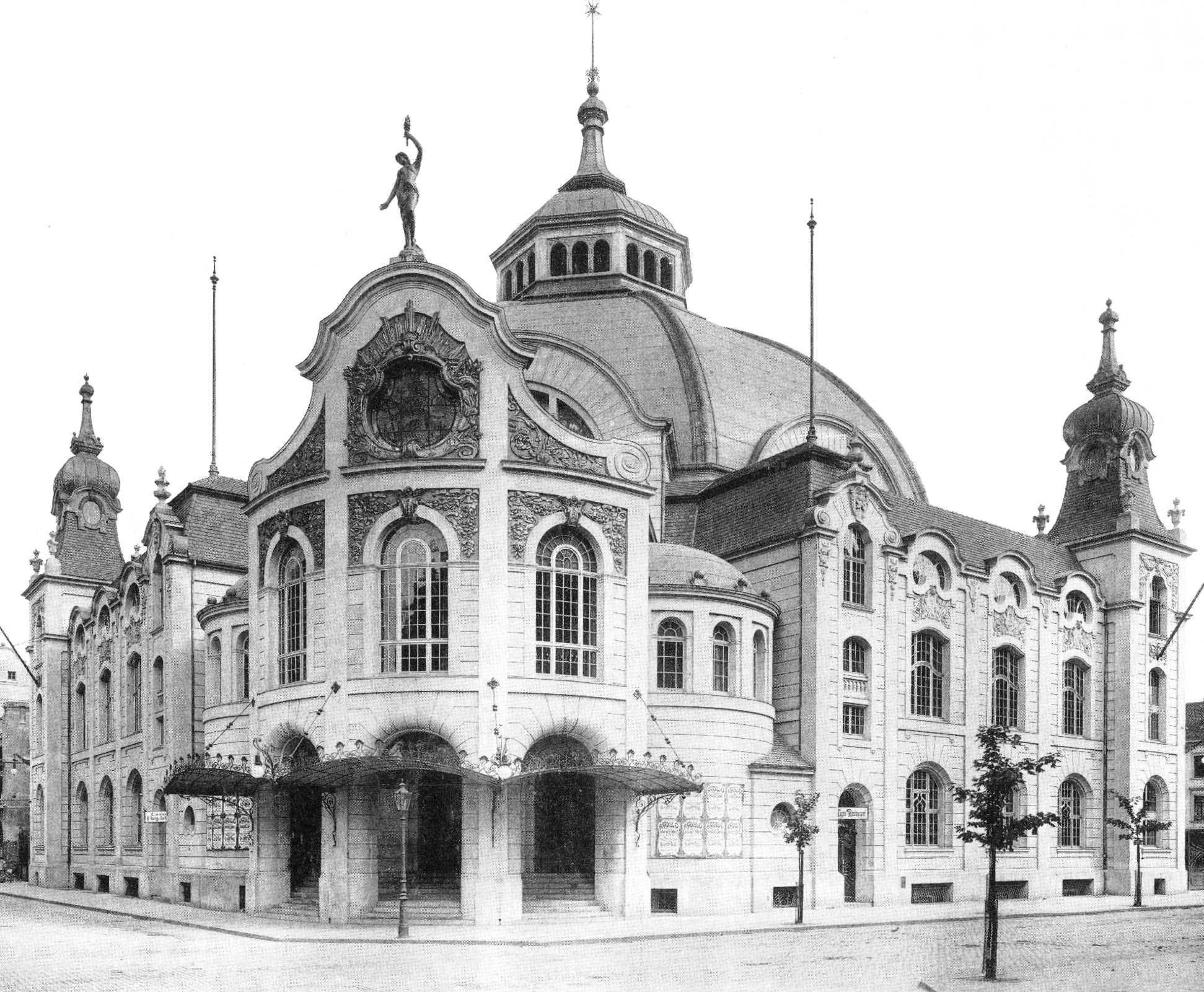
Apollotheater
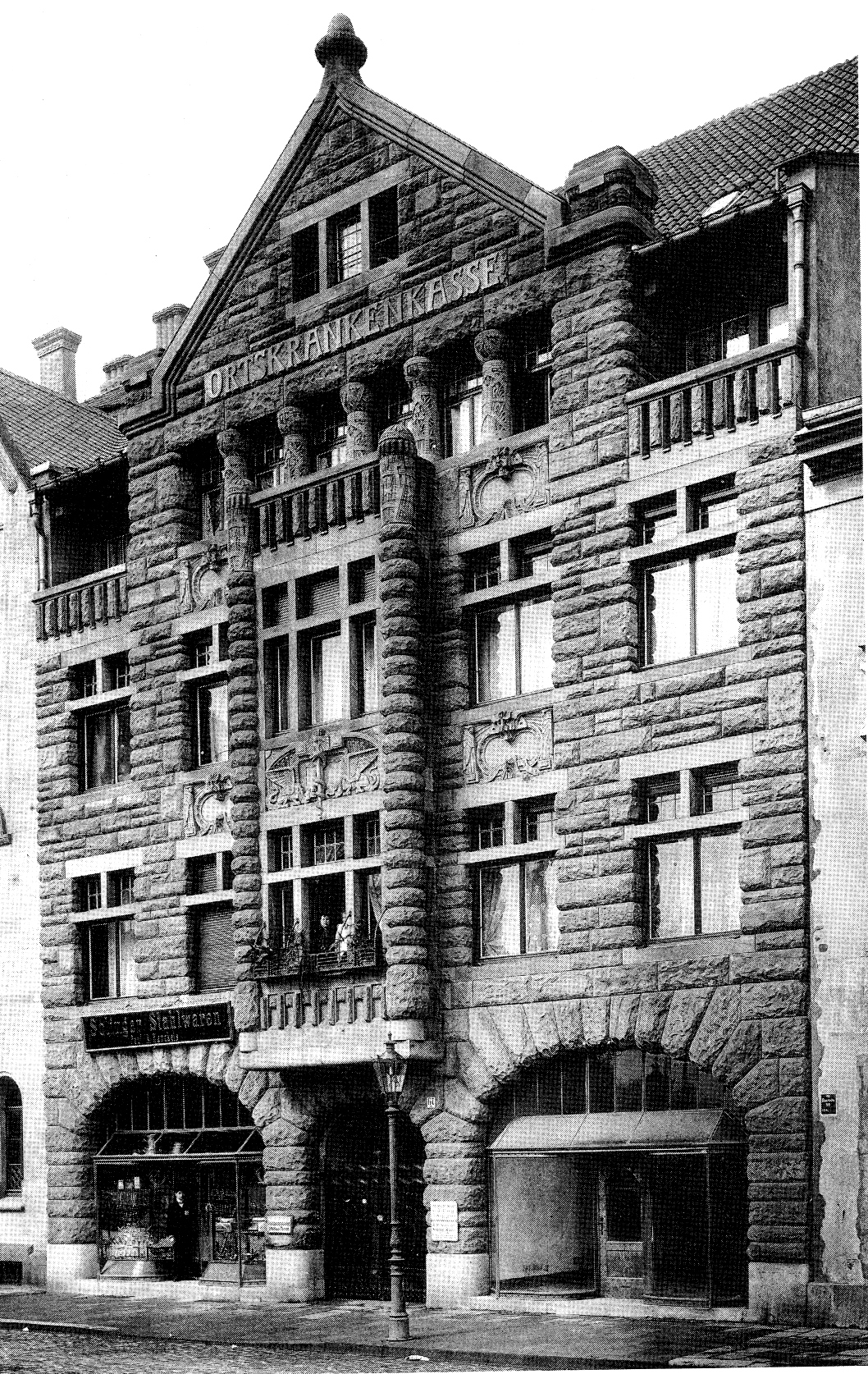
AOK-Gebäude
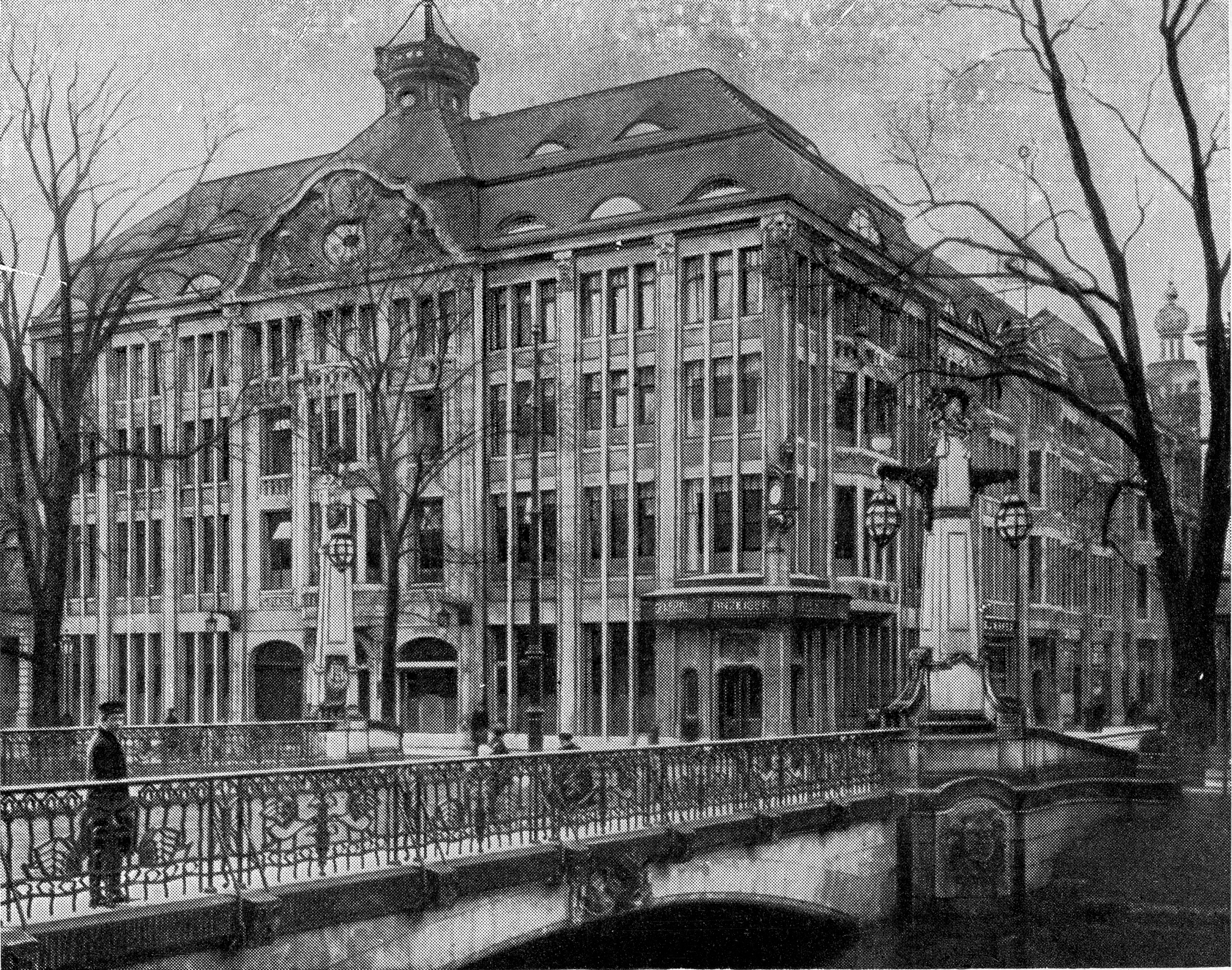
Girardethaus
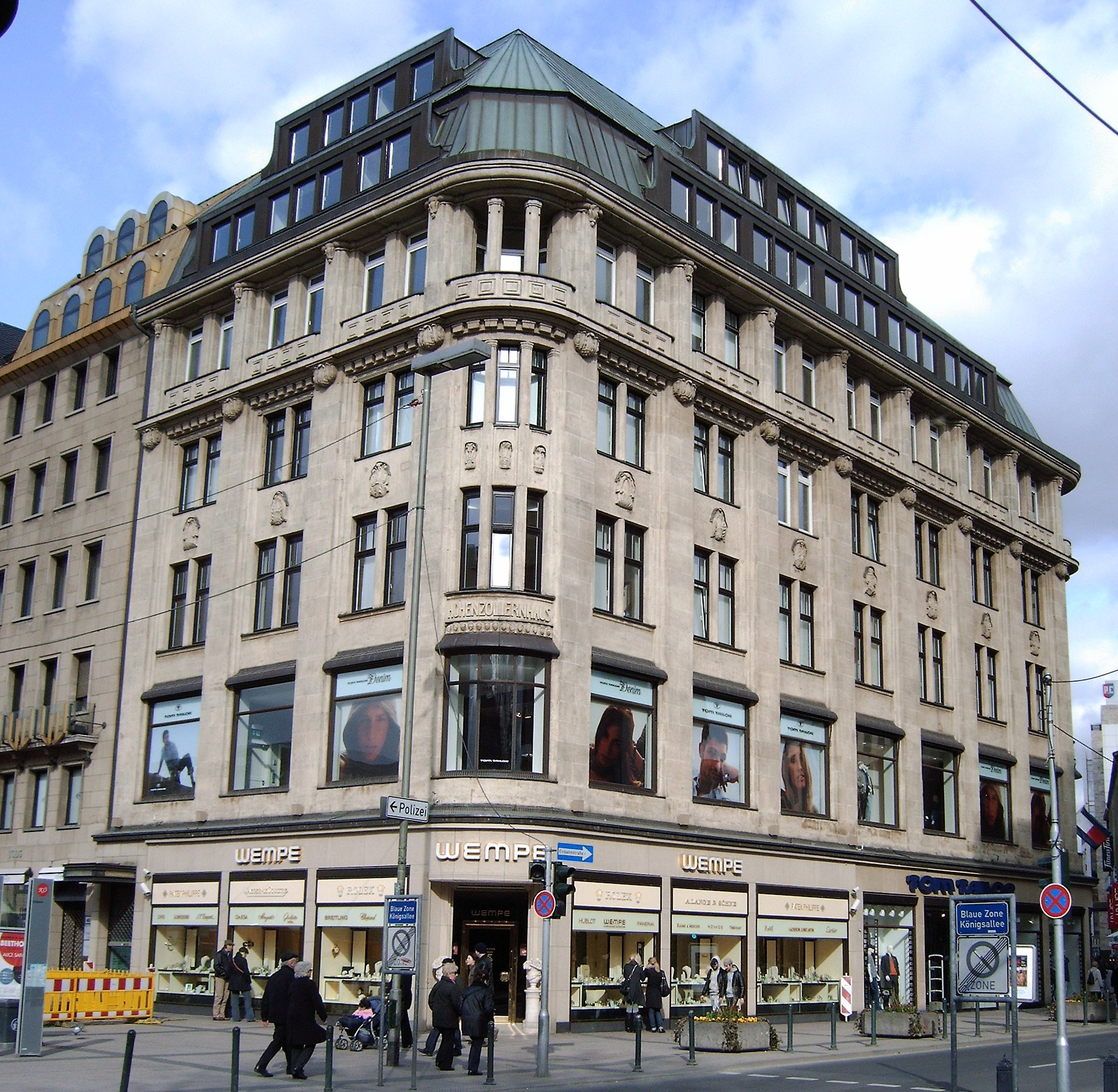
Hohenzollernhaus
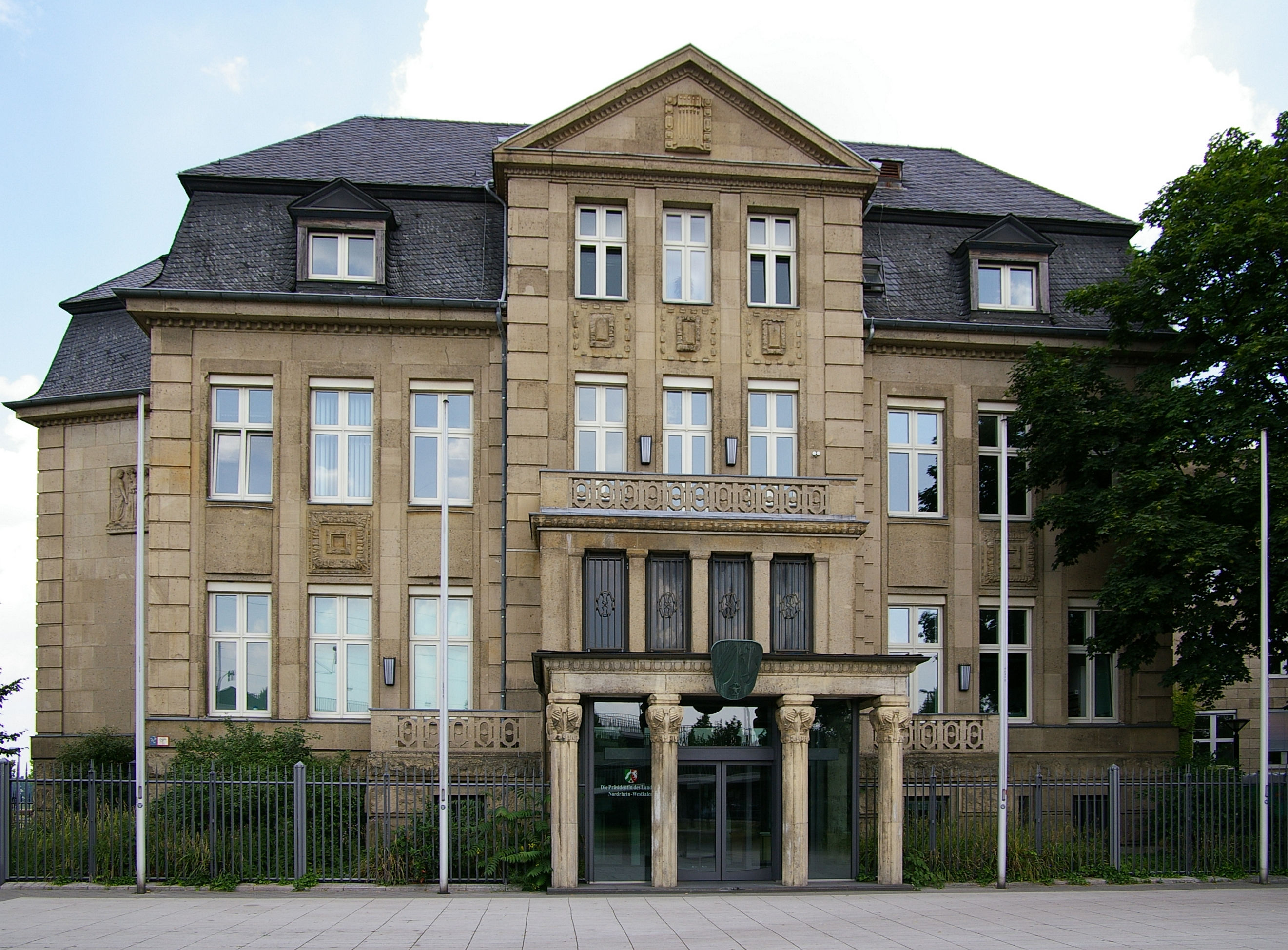
„Villa Horion“
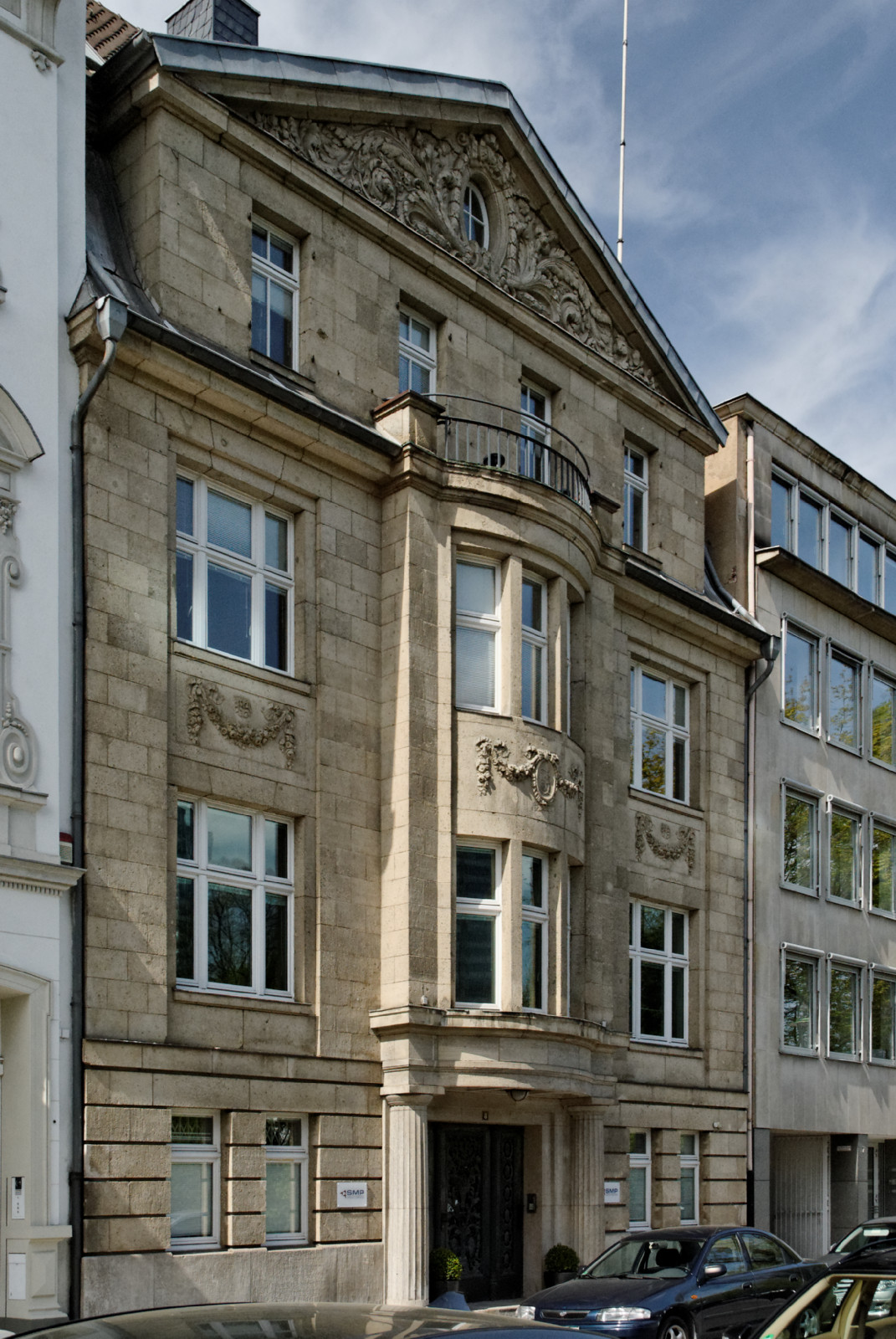
Haus Wasserstraße 8
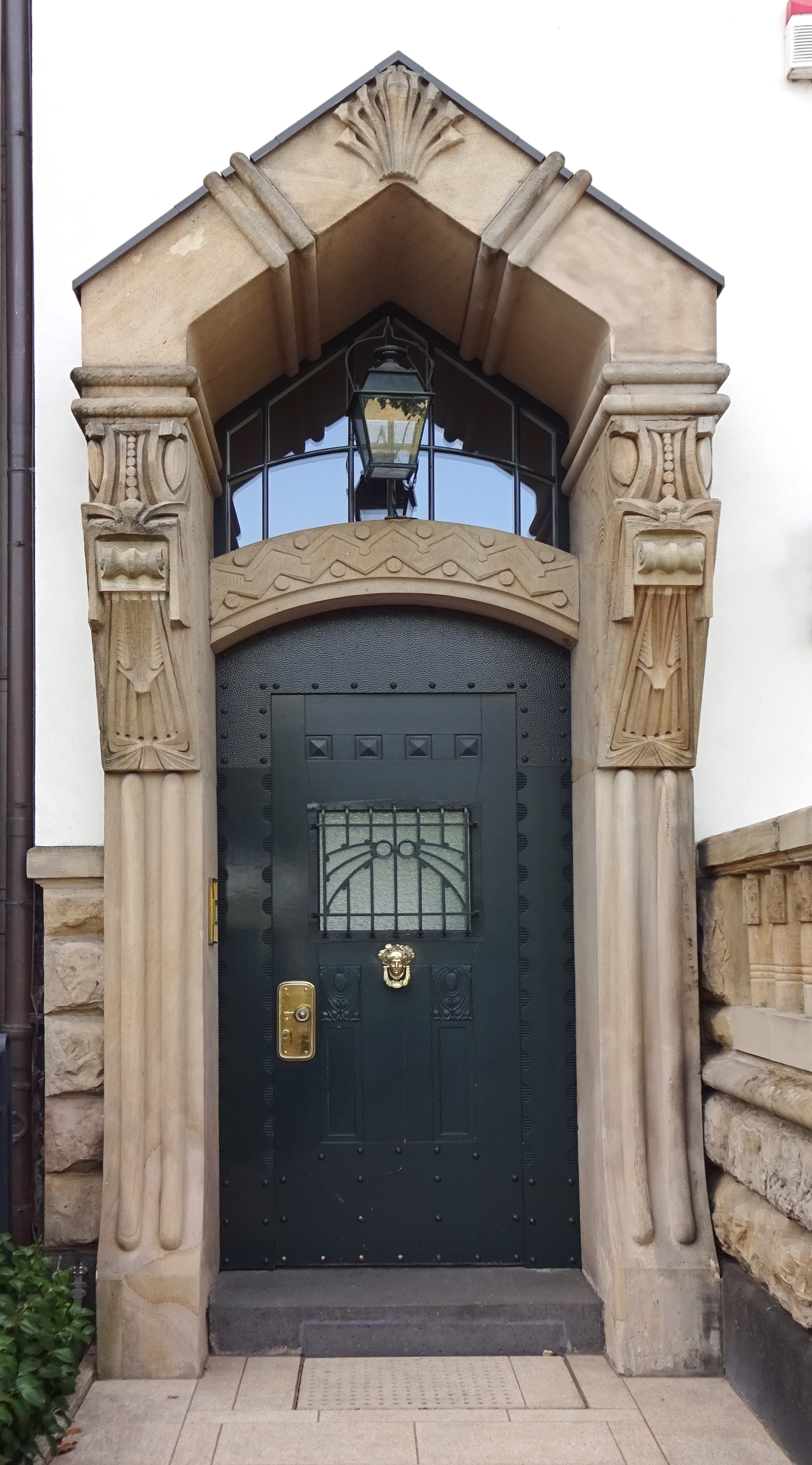
Eingangsportal Kaiser-Friedrich-Ring 15

## Ehrung
In Düsseldorf-Garath ist die „Hermann-Vom-Endt-Straße“ nach ihm benannt.